# Sporadopora mortenseni
Sporadopora mortenseni is een hydroïdpoliep uit de familie Stylasteridae. De poliep komt uit het geslacht Sporadopora. Sporadopora mortenseni werd in 1942 voor het eerst wetenschappelijk beschreven door Broch. 